# 김해합성초등학교
김해합성초등학교는 대한민국 경상남도 김해시 서상동에 있는 초등학교이다.

## 학교 연혁
- 1909년 4월 10일 사립 합성학교 설립인가, 미국인 심익순 (스미스) 초대 교장 취임
- 1921년 4월 19일 유일, 향년, 함양 등 삼교를 병합
- 1937년 4월 10일 김해합성사립보통학교로 개교
- 1938년 4월 1일 김해제2공립심상소학교로 개칭
- 1941년 4월 1일 김해제2공립국민학교로 개칭
- 1945년 9월 24일 김해대성국민학교로 개칭
- 1956년 6월 30일 김해합성국민학교로 개칭
- 1996년 3월 1일 김해합성초등학교로 개칭
- 2011년 2월 28일 제70회 졸업식(79명, 연인원 17,200명 졸업)
- 2015년 9월 1일 제38대 김승오 교장 부임
- 2016년 2월 16일 제74회 졸업식 거행(졸업생 40명, 총 17,426명)
- 2017년 3월 1일 제39대 최윤환 교장 부임

## 참고 자료
- 김해합성초등학교 - 한국교육학술정보원 학교알리미